# 清水千弘
清水 千弘（しみず ちひろ、1967年 - ）は、日本の経済学者。一橋大学大学院ソーシャル・データサイエンス研究科教授。くふうカンパニー、大垣共立銀行取締役、property technologies PropTech-Lab所長。
岐阜県大垣市生まれ。専門分野は指数理論、ビッグデータ解析、不動産経済学、スポーツデータサイエンス。
日本不動産研究所やリクルート住宅総合研究所などの研究機関で勤務した後、キャノングローバル戦略研究所、金融庁金融研究センターなどでも研究活動を行った。
著書には、『市場分析のための統計学入門』、『不動産市場の計量経済分析』（唐渡広志との共著）、『Property Price Index』（Erwin Diewert、西村清彦、渡辺努との共著）などがあり、不動産価格指数やデータ分析に関する研究を行っている。
複数の国内外の学術誌に論文を発表しており、麗澤大学国際総合研究機構 機構長・学長補佐や、マサチューセッツ工科大学不動産研究センター研究員、清華大学不動産研究センター評議員なども務めた。国土交通省統計品質改善会議委員、地域未来創造大学校代表理事・校長、総務省統計委員会臨時委員など、公的機関での活動も行っている（2025年5月現在）。

## 人物
OKB総研の「OKB Report 2024, No196」(2025年1月発行)および週刊BCN（2024年12月2日号）によれば、清水は日本大学の2年次の夏まではスポーツ活動に取り組んでおり、その後に研究職を志したとされる。日本大学経済学部、大学院経済学研究科は、特待生または特別研究生として在学した。
大学院博士課程進学を前に家族の介護を経験し、日本不動産研究所に勤務。地価予測や土地価格の推定、社会資本整備の経済効果に関する研究に従事した。1995年の阪神・淡路大震災では、調査のため訪れていた神戸市で被災し、復興事業にも関わった。
その後、南カリフォルニア大学でYongheng Dengの下、リサーチ・アシスタントとして活動。2004年と2006年には同大学に短期滞在した。
2008年の金融危機以降、不動産市場に関する国際統計整備に参画し、2009年の国連主催会議（オタワ会議）で講演を行った。2011年から2013年にはカナダのブリティッシュコロンビア大学に客員教授として滞在し、Erwin Diewertと共に『国際住宅価格指数整備マニュアル』の研究と執筆を行った。欧州中央銀行主導の『国際商業不動産価格指数整備マニュアル』や、IMFの『消費者物価指数マニュアル』にも執筆者として関与した。
2014年から2016年にはシンガポール国立大学の客員教授として、研究と教育に従事した。
また、アジア各国の中央銀行や統計機関向けの研修に加え、アイルランド統計局やポーランド中央銀行に対する技術支援も行っている。米国の全米経済研究所（NBER）の研究グループCRIWのメンバーでもある。
教育面では、学部・大学院修士課程にて田中啓一と中村貢（東京大学・日本大学名誉教授）に師事。中村は日本における計量経済学教育の先駆的存在とされる。清水は「良き師を選び、成長を通じて対等な研究者になること」を教育理念としており、若手研究者への育成にも従事している。

## 経歴
1990年 日本大学経済学部 卒業
1992年 日本大学大学院経済学研究科博士前期課程 修了
1994年 東京工業大学（現東京科学大学）大学院理工学研究科博士後期課程 中退
2000年 リクルート住宅総合研究所 主任研究員
2005年 麗澤大学国際経済学部 助教授
2008年 東京大学大学院新領域創成科学研究科より、博士（環境学） 取得
2011年 麗澤大学経済学部・大学院経済学研究科 教授、ブリティッシュコロンビア大学経済学部 客員教授
2014年 シンガポール国立大学不動産研究センター 客員教授、香港大学不動産・建設学部 客員教授
2015年 キヤノングローバル戦略研究所 上席研究員、リクルート住宅総合研究所 フェロー、麗澤大学国際総合研究機構 特任教授
2016年 日本大学スポーツ科学部 教授
2018年 金融庁金融研究センター 特別研究官
2019年 東京大学空間情報科学研究センター 特任教授
2021年 麗澤大学 学長補佐、アールエムトラスト株式会社 社外取締役
2022年 一橋大学ソーシャル・データサイエンス教育研究推進センター 教授、property technologies 取締役、次世代未来創造大学校 校長、国土交通省統計品質改善会議 委員、電力データ管理協会 諮問委員会委員長
2023年 一橋大学大学院ソーシャル・データサイエンス研究科 教授、くふうカンパニー 取締役
2024年 property technologies PropTech-Lab 所長、大垣共立銀行取締役、清華大学 不動産金融研究センター 国際外部評議員
2025年 一橋大学ソーシャルデータサイエンス研究科教授、麗澤大学学長補佐-国際総合研究機構長

## 著作
主要な論文:73本の論文
書籍
1. 渡辺努・清水千弘編著(2023),『日本の物価・資産価格: 価格ダイナミクスの解明』東京大学出版会
2. 清水千弘編著(2022), 『スポーツデータサイエンス』，朝倉書店
3. 清水千弘編(2022), 『不動産鑑定の課題と展望』, 住宅新報社
4. 高巌・清水千弘(2022)『AIビジネスの基礎と倫理的課題』モラロジー教育研究財団出版部
5. 清水千弘編著(2020), 『不動産テック』, 朝倉書店
6. Erwin Diewert, Kiyohiko Nishimura, Chihiro Shimizu, Tsutomu Watanabe(2020), Property Price Indexes, Springer.   (Advances in Japanese Business and Economics Series)
7. 刈谷武昭・小林裕樹・清水千弘(2017)，『賃貸・分譲住宅の価格分析法の考え方と実際』プログレス(資産評価政策学会著作賞授賞2018年)
8. 清水千弘(2016)，『市場分析のための統計学入門」朝倉書店
9. 三浦展・清水千弘(2014)，『日本の地価は三分の一になる』光文社
10. 清水千弘・高巌編著(2009)，『企業不動産戦略』麗澤大学出版会
11. 清水千弘・唐渡広志 著(2007)，『不動産市場の計量経済分析』(応用ファイランスシリーズ・森平聰一郎編)朝倉書店
12. 清水千弘 著(2004)『不動産市場分析』住宅新報社

## 受賞
- 日本計画行政学会論文賞 (2010年)[15]
- 資産評価政策学会論説賞 (2011年)[15]
- 日本不動産学会著作賞 (2015年)[15]
- 資産評価政策学会著作賞 (2018年)[15]
- 日本不動産学会論説賞 (2019年)[15]
- 公的統計活動支援奨励賞（石橋賞） (2024年)[15]
- 日本不動産学会著作賞 (2024年)[15]